# Uspavanka za poslednju noć
Uspavanka za poslednju noć je epizoda Dilan Doga objavljena u Srbiji premijerno u svesci #158. u izdanju Veselog četvrtka. Sveska je objavljena 19.3.2020. Koštala je 270 din (2,3 €; 2,7 $). Imala je 94 strane.

## Originalna epizoda
Originalna epizoda pod nazivom La ninna nanna dell'ultima notte objavljena je premijerno u #367. regularne edicije Dilana Doga u Italiji u izdanju Bonelija. Izašla je 29.3.2017. Naslovnu stranicu je nacrato Gigi Cavenago. Scenario je napisala Barbara Baraldi, a epizodu nacrtali korado Roi. Koštala je 3,9 €.

## Kratak sadržaj
Preuzeto sa sajta Strip Blog
Dilana u ovoj epizodi angažuje dečji terapeut, Domitila Foster. Ona želi da pronađe malog Sema, dečaka koji je njen pacijent i koji je nestao nakon nerazjašnjene smrti njegove majke. Čudno je to što je Sem imao imaginarnog prijatelja po imenu Džek. U svojim dečjim godinama deca su sklona da izmisle imaginarnog prijatelja kako bi lakše prebrodili svoje nedaće. Deca su u većini slučajeva svesna odsustva svog prijatelja i činjenice da je on imaginaran, i to je prolazna faza koja se završava nakon nekog vremena. Međutim, u žanru horora to je trik koji služi da bi se čitaoci/gledaoci terorisali. Zaplet nastaje kada Domitila otkrije da Sem nije jedini dečak kome je Džek imaginarni prijatelj.

## Povratak crtača Korado Roia
Korado Roi se posle dužeg vremena vratio crtanju Dilana Doga. Poslednji put smo imali priliku da uživamo u crtežu ovog majstora 2016. godine, kada je izdavačka kuća Veseli Četvrtak objavila epizodu Plač vile narikače. Njegovo odsutsvo je, možemo slobodno reći, predstavljalo diskontinuitet sa umetničke tačke gledišta kada je ovaj serijal u pitanju.

## Značaj epizode
U ovoj priči deca više nisu nevina i naivna. Stvara se atmosfera društveno-psihološkog fenomena u kome su deca ujedinjena u ”dečji front” koji predstavlja njihovu pobunu protiv roditelja i surove stvarnosti. Geslo koje se pojavljuje u epizodi ”deca pre i iznad svega” od strane zabrinutih roditelja koji samo žele da im se deca vrate kući živa i zdrava, predstavlja svojevrsnu ironiju i situaciju u kojoj je neophodno da se desi nešto najgore kako bi roditelji uvideli želje, jade i probleme svoje dece.